# Azpeitia
Azpeitia est une commune du Guipuscoa dans la communauté autonome du Pays basque en Espagne.
À la sortie de la ville se trouve le hameau de Loiola dont est issu saint Ignace de Loyola et où se trouve, près de sa maison natale, un complexe monumental et religieux. Près des monuments de l'ermitage de Notre-Dame à Zumarraga et le sanctuaire d'Arantzazu à Oñati.

## Toponymie
Cette bourgade a été fondée en 1310 par le roi Ferdinand IV de Castille sous le nom de Garmendia de Iraurgui. Garmendia était le nom du lieu de la fondation et on ajouta Iraurgui qui faisait référence à la rivière et à la vallée où se situe la ville. Seulement un an plus tard, en 1311, il y a des écrits romains relatant que les concurrents aux juntes générales de Getaria, on utilisait le nom de "Salvatierra de Iraurgui". Mais on trouve également des écrits, des mêmes juntes, de l'utilisation du nom d'Azpeitia. 

En 1415 apparait de nouveau le nom Salvatierra de Iraurgui dans les ordonnances du jumelage dans lequel figure aussi l'appellation d'Azpeitia dans les années 1457 et 1463. Abraham Otelio dit dans son œuvre El teatro universal que l'on édita en 1588 et que dans le Gipuzkoa, il y a beaucoup de villages qui ont plusieurs noms. Parmi eux, il cite celui d'Azpeitia qui se nomme aussi Urazveitia et Salvatierra de Iraurgui .
Le terme Azpeitia, qui apparait écrit dans des documents anciens comme Ayzpeitia (c'est le cas du registre des Juntes d'Elgoibar de 1543), est issu des termes basques Haitz (signifiant rocher ou roche) et beitia/behekoa (signifiant d'en bas). Le rocher auquel il est fait référence est celui du mont Izarraitz. Celui-ci se situe entre Azpeitia et Azkoitia (l'étymologie de ce dernier signifiant sur le rocher ou de sur le rocher). La permutation de la lettre b par la lettre p est très commune en basque. Déjà en 1759, le père Larramendi dans son œuvre Corografía disait:

Izoarraitz, montaña altísima, en la jurisdicción de Azpeitia y Azcoitia, de la cual tomaron ambas villas sus nombres y significan monte abajo y monte arriba
Ces mêmes hypothèses sont affirmées par Martin de Anguiozar et H. Garayalde

## Géographie

### Quartiers
Les quartiers d'Azpeitia sont Loiola, Nuarbe, Urrestilla, Aratz-Erreka, Eizagirre, Elosiaga, Izarraitz, Odria, Oñatz

## Histoire
Les restes préhistoriques retrouvés dans les environs des limites du territoire municipal, et plus particulièrement les fouilles de la grotte d'Ekain avec ses magnifiques peintures rupestres, ainsi que les divers monuments funéraires dispersés dans ses montagnes témoignent de l'occupation de ces terres depuis des temps lointains de la préhistoire.
Avec sa voisine Azkoitia et située dans la vallée qui lui donna le nom original, la vallée d'Iraurgi fut un territoire dont le régime féodal eut un des principaux sièges.[Quoi ?] Ceci eut pour conséquence une attention particulière de la monarchie.
En 1310 le roi de Castille Ferdinand IV l'inscrit dans la carte du village sous le nom de Garmendia de Iraurgui, que l'on retrouve dans divers documents de l'évêché de Pampelune en 1785. Plus tard il changera en Salvatierra de Iraurgui. La ville sera fondée dans des terrains donnés par les familles d'Ozaka et d'Iribarrena et on lui concéda l'ancienne église des templiers monastiques de Soreasu. Ceci s'est fait lors du for de Vitoria-Gasteiz.
Les vallées de l'Urola, Deba et Oria formaient une importante voie de communication qui sera la route royale et utilisée par les voyageurs qui, depuis Arrasate, allaient à Getaria tel que le signalait déjà le roi Alphonse XI lui-même.
Les guerres des bandes était présente dans la ville car les pro-Oñaz avaient leur maison dans ce qui est leur territoire. Enrique IV, pour mettre fin à la (contienda ? ? ?) punit les parents majeurs arrivant à exiler certains d'entre eux en Andalousie. Ce fait eut pour effet qu'au retour on rapporta les influences de l'architecture Mudéjar (mauresque) avec l'utilisation de la brique comme la maison Antxieta.
Une fois la guerre des bandes terminée, Azpeitia connait une importante activité économique grâce au commerce avec les ports américains. La base industrielle, dont le point fort est l'industrie du fer, est celle qui renforce l'économie.
Entre 1813 et 1847, le noyau d'Urrestilla s'est constitué comme municipalité indépendante durant une période pour, finalement, revenir dans le giron d'Azpeitia.
En 1847 elle se déclare tête de la partie judiciaire.

## Patrimoine
Les monuments d'Azpeitia sont nombreux parmi lesquels les remarquables édifices de Loiola :
- Paroisse San Sebastián de Soreasu, d'origine ancienne et associé aux templiers, cette église fut donnée à la ville lors de sa construction. Elle a été restaurée au XVIe siècle et reconstruite au XVIIIe siècle par Ventura Rodríguez. Son style est appelé gothique basque. Il a un porche plateresque[9] du XVIIIe siècle. À l'intérieur, l'autel principal, est baroque et s'y trouvent les tombes de l'évêque Zurbano et du conquistador Nicolás Saéz de Elola.

- Maison-tour Enparan, datée de 1320 fut largement restaurée en 1535 après que Enrique IV ordonna la destruction d'une partie importante de l'édifice. Son aspect actuel est dû à la restauration de 1750.

- Palais d'Antxieta édifié au XVIe siècle sur l'ordre du musicien Juan de Anchieta. Il est de style mudéjar.

- Basozabal connu comme etxe zar (vieille maison).

- Ermitage de Magdalena.

Dans les quartiers on trouve d'élégants exemples d'architectures populaires et de palais anciens ainsi que des maisons-tours. À Oñaz, base des Oñacins, il y a une grande ferme qui maintient toutes ses dépendances avec fontaine et ermitage.
À Aratz-Erreka, l'ensemble des fermes se complète avec une église néoclassique du XIXe siècle et une forge. À Eizagirre il y a un bon ensemble d'édifices ruraux avec blasons du XVe siècle. À Nuarbe, on remarque l'église de la Sainte Trinité et la forge d'Errasti. À noter également des ermitages et des ponts dans d'autres quartiers de la localité.
Les anciennes voitures de chemin de fer d'Urola, le premier chemin de fer électrique d'Espagne, ont été placées, après la fermeture de la ligne et sans aucune modification, dans le nouveau musée basque du chemin de fer.

## Sanctuaire de Loyola
Autour de la maison natale d'Ignace de Loyola à Loiola (Loyola), se trouve aunourd'hui un grand sanctuaire dont les éléments sont reconnus pour leurs qualités artistiques. Ignace de Loyola (1491-1556) fondateur en 1539 de la Compagnie de Jésus (dont les membres sont les jésuites) a été canonisé par Grégoire XV en 1622.
Le sanctuaire, dont se détache l'énorme coupole qui le couvre, est entouré de jardins et d'une grande place. Le style baroque inonde tout cet ensemble. La façade principale, surmontée d'une coupole de 65 m (laquelle a des problèmes structuraux et un renforcement d'un ensemble de câbles d'acier y a été ajouté), et deux grandes aile. Le centre du sanctuaire est constitué de la maison natale du saint qui est une maison-tour construite à la fin du XIVe siècle par l'oñacin Beltran Yáñez de Loyola. À la fin de la guerre des Bandes, elle a été démolie sur ordre d'Henri IV de Castille, comme la plupart des maisons-tours dont le seigneur se trouvait participer au conflit.
Lorsque Juan de Loyola revint de son exil d'Andalousie, il apporta le souvenir de l'art mudéjar et reconstruisit une partie du bâtiment en briques en 1460.
En 1682, la Compagnie de Jésus acquiert la maison natale de son fondateur et commence la construction du sanctuaire qui fut dessiné par Carlo Fontana (1634-1714) architecte italien. En 1738, on inaugure la basilique dans laquelle travaillèrent également de remarquables architectes du pays comme Zaldua, Ignacio de Ibero et, ponctuellement, Joaquín de Churriguerra. Lorsque Charles III décréta l'expulsion de la Compagnie de Jésus, les travaux n'étaient pas encore terminés et ne purent l'être qu'en 1888.
La basilique est un grand édifice qui a une façade de 150 mètres de long dont le centre est surmonté d'une coupole couvrant l'église circulaire. Elle est surmontée d'une lanterne. Tout cet ensemble a un aspect massif dans lequel on joue l'équilibre des volumes et le contraste des couleurs du marbre dans lequel il est construit, grisé et rosé. L'ensemble, qui se complète avec un corps en forme de queue et qui entoure la maison natale d'Ignace de Loyola, ressemble à une aiguille de pierre.
À la fin du XXe siècle, la détérioration de la structure nécessita une importante intervention. La Députation forale du Guipuscoa, propriétaire du sanctuaire depuis la Désamortissement , demanda une étude sur les problèmes structuraux que l'on observait, tant sur la coupole externe, construite en calcaire d'Izarraitz, que l'intérieur fait en grès. José María Cabrera intervint dans les études et travaux de réparation et restauration.

## Personnalités
- Juan de Anchieta (1462-1523) : compositeur musical.
- Saint Ignace de Loyola (1491-1556) : fondateur de la Compagnie de Jésus.
- Martín García Óñez de Loyola (es) (1549-1598) : militaire et gouverneur du Chili.
- Sebastián de Segurola (es) (1740-1784) : militaire et administrateur colonial.
- Juan de Ancheta (1540-1588) : sculpteur et retabliste.
- Vicente Emparan (es) (1750-1815) : marin et administrateur colonial.
- Manuel Madrazo Artetxe (1934-2000) : artiste peintre impressionniste.
- Diego García (1961-2001) : athlète.
- Juan Antonio Larrañaga (1958) : ex-footballeur et commentateur sportif.
- Xabier Azkargorta : ex-joueur et entraîneur de football. Très connu en Amérique du Sud.
- Mikel Aranburu : footballeur.
- Ignacio Uria Mendizabal (es)(1936-2008) : Empressario et chef de Altuna et Uria. Assassiné par l'ETA le 3 décembre 2008.

## Jumelage
- Hasparren (France)[12]

### Sources
- (es) Cet article est partiellement ou en totalité issu de l’article de Wikipédia en espagnol intitulé « Azpeitia » (voir la liste des auteurs).